# ライアン・ウィング
ライアン・クリストファー・ウィング（Ryan Christopher Wing , 1982年2月1日 - ）は、アメリカ合衆国カリフォルニア州出身のプロ野球選手（投手）。左投左打。

## 経歴
2001年のMLBドラフトで、シカゴ・ホワイトソックスから2巡目指名を受け入団。2002年には、1Aで12勝を挙げる。ホワイトソックスのマイナーの投手の中で最も多い勝ち星だった。
2005年オフに左肩を痛め、翌2006年はわずか7試合の登板に終わる。2007年に2Aで6勝6敗、リーグ5位の防御率3.24を記録。
2008年は、オークランド・アスレチックス3Aでリリーフとして47試合に登板し、2勝1敗、防御率2.33という好成績を残す。
2008年11月27日、北海道日本ハムファイターズと2年契約を結んだ（2年目はチームに選択肢があるオプション）。
2009年、春季キャンプ中から背筋や脇腹の故障に悩まされていたので、開幕を二軍で迎える。一軍昇格へ向けて調整していたが、4月の下旬から違和感を覚えていた左肩の状態に改善が見られないため、6月上旬に精密検査のため帰国。結局、一軍での登板がないまま10月11日付で退団となった。

## プレースタイル・人物
最速140kmのストレートとスライダーとカットボールとカーブとチェンジアップを投げ分ける。
父のハリー・ウィングも、サンフランシスコ・ジャイアンツのマイナーでプレー経験がある野球選手だった。

## 詳細情報

### 年度別投手成績
- 一軍公式戦出場なし

### 背番号
- 49 （2009年）